# Segunda Compañía de Bomberos "Germania" de Puerto Varas
La Segunda Compañía "Germania", corresponde a una Compañía del Cuerpo de Bomberos de Puerto Varas. Opera en la comuna de Puerto Varas, Región de Los Lagos, Chile. 
Fue fundada el 5 de marzo de 1911 y cuenta con las especialidades en Agua y Materiales Peligrosos.

## Historia
Fue fundada bajo el alero de Colonos Alemanes el 5 de marzo de 1911 por Carlos Küster, Carlos Opitz, Jorge Schmidt, Teodoro Brintrup, Teodoro Schwerter, Leopoldo Holtheuer, Francisco Lüttecke, Enrique Felmer, Víctor Hoelck, Amador Cid, Juan Toirkens, Pablo Dassé, Enrique Fehring y Luto Klenner.
La Segunda Compañía nació como de hachas y escalas y guardia de propiedad, y durante años sus voluntarios debieron transportar su material en un carro a tracción humana.

## Material mayor
| Tipo de carro                              | Imagen | Marca / Modelo / Año           | Denominación |
| ------------------------------------------ | ------ | ------------------------------ | ------------ |
| Emergencia (Imagen reverencial)            |        | Renault-Camiva Midlum 180 1995 | B-2          |
| Materiales peligrosos (Imagen reverencial) |        | Renault-Camiva Midlum 210 2004 | H-2          |